# 越泰边境冲突
越泰边境冲突是指1979年至1989年期间，由越南扶持的高棉政府與逃亡泰國邊境的紅色高棉勢力之間的摩擦。
1978年越南入侵柬埔寨後，1979年，民主柬埔寨垮台。紅色高棉勢力從柬埔寨逃到泰国边境地区，而且企圖推翻柬埔寨人民共和國，並越境攻擊柬埔寨境內的越南軍隊。越南軍隊隨後多次從柬埔寨一側入侵并炮击泰国領土，試圖消滅紅色高棉游擊隊。1989年越南從柬埔寨撤軍後，越泰边境冲突基本停止。